# Hyperstrotia subtincta
Hyperstrotia subtincta là một loài bướm đêm trong họ Noctuidae.